# Carlos Miloc
Carlos Miloc Pelachi (Montevideo, 1932. február 9. – Monterrey, Mexikó, 2017. február 25.) uruguayi labdarúgó, csatár, edző.

## Pályafutása

### Játékosként
1950 és 1954 között a Nacional labdarúgója volt, ahol egy bajnoki címet szerzett a csapattal. 1955-56-ban a kolumbiai Cúcuta Deportivo együttesében szerepelt. 1957-től mexikói csapatokban játszott. 1957 és 1962 között a Monarcas Morelia, 1962 és 1964 között a CD Irapuato, 1964 és 1967 között ismét a Moreila, majd 1967 és 1969 között újra az Irapuato játékosa volt. Az aktív labdarúgástól 1969-ben vonult vissza.

### Edzőként
1969-ben utolsó csapatának, a CD Irapuatónak a vezetőedzője lett. Az UANL Tigres csapatának négyszer volt a vezetőedzője és két bajnoki címet nyert az együttessel (1977–78, 1981–82). A Club América vezetőedzőjeként 1990-ben CONCACAF-bajnokok kupája és Copa Interamericana győztes lett. A guatemalai Comunicaciones együttesével két bajnoki címet nyert. 2000-ben a guatemalai válogatott szövetségi kapitánya volt.

## Sikerei, díjai

### Játékosként
Nacional
- Uruguayi bajnokság
  - bajnok: 1952

### Edzőként
UANL Tigres
- Mexikói bajnokság
  - bajnok: 1977–78, 1981–82

 Club América
- CONCACAF-bajnokok kupája
  - győztes: 1990
- Copa Interamericana
  - győztes: 1990

 Comunicaciones
- Guatemalai bajnokság
  - bajnok: 1996–97, 1998–99, 1999–00 (apertura)